# Orrszarvú madár
Az orrszarvú madár vagy más néven orrszarvú szarvascsőrű vagy kalaó (Buceros rhinoceros) a szarvascsőrűmadár-félék (Bucerotidae) családjának leglátványosabb képviselője.
Malajzia nemzeti madara.

## Elterjedése
Dél-Ázsiában, a Maláj-félszigeten és a Szunda-szigeteken (Szumátrán, Jáván és Borneón) él; a szubtrópusi-trópusi erdők lakója.

## Alfajai
- Buceros rhinoceros rhinoceros
- Buceros rhinoceros borneoensis
- Buceros rhinoceros sumatranus
- Buceros rhinoceros sylvestris

## Megjelenése
Hímjének testhossza eléri a 125 centimétert. Tollazata fekete-fehér, szeme környéke csupasz. Lekerekített szárnyában a 4. és 5. evezőtoll a leghosszabb.

## Életmódja
Gyümölcsöket, rovarokat és hüllőket eszik.
|  |  |

## Természetvédelmi helyzete
Helyenként még gyakori faj. 
Az élelmezési célú vadászat és az erdőirtás azonban fontos veszélyeztető tényezők, ezért a Természetvédelmi Világszövetség Vörös Listáján a „mérsékelten veszélyeztetett” kategóriába sorolja a fajt.
Összehangolt tenyésztéssel próbálják meg megmenteni a fajt. Európában az Európai Állatkertek és Akváriumok Szövetsége felügyelete alá tartozó Európai Veszélyeztetett Fajok Programja (EEP) keretében tenyésztik a faj egyedeit.